# Deep blue (DJ YUTAKA feat 大黒摩季の曲)
「deep blue」（ディープ ブルー）は、DJ YUTAKA feat 大黒摩季名義で発売されたシングル。2003年9月18日に東芝EMIからリリースされた。

## 概要
シングル「アイデンティティ」でRemixにDJ Yutakaが参加したことがきっかけで、フィーチャリングが実現した。
コピーコントロールCDが採用されている

## 収録曲
1. deep blue
2. deep blue (Karaoke)
3. deep blue (Instrumental)
4. deep blue (Acappella)